# Antonjin Panenka
Antonin Panenka (češ. Antonín Panenka; 2. decembar 1948, Prag) je bivši čehoslovački fudbalski reprezentativac, učesnik Evropskog prvenstva u fudbalu 1976 kada je Čehoslovačka osvojila prvo mesto.

## Karijera
Prvu ligu je Panenka počeo da igra u nepunih 20 godina za Bohemians 1905. Njegov prvi start za reprezentaciju je bila kvalifikacija protiv Škotska. Zahvaljujući odlučujućem promenjenom penalu u finalu protiv Zapadne Nemačke (u Beogradu na stadionu Crvene zvezde, 1976. godine), Čehoslovačka postaje prvak Evrope. Iz Bohemiansa prelazi u Rapid Beč 1981. Sa Rapidom dva puta postaje prvak Austrije.
Kasnije se vraća u Bohemians. Prvo kao asistent trenera, a posle kao funkcioner.
Predsednik Češke republike Vaclav Klaus mu je 28. oktobra (na dan češke državnosti) 2008. dao državni orden za zasluge za državu u oblasti sporta.

## Spoljašnje veze
- Antonín Panenka and his famous goal – photos
- Antonín Panenka's penalty (EURO 1976 in Belgrade. Czechoslovakia vs. Germany) – video
- Antonín Panenka with presidential nominee Jiří Dienstbier in Talk show Czech TV 8 November 2007